# Sivergues
Sivergues is een gemeente in het Franse departement Vaucluse (regio Provence-Alpes-Côte d'Azur) en telt 48 inwoners (2009). De plaats maakt deel uit van het arrondissement Apt.

## Geografie
De oppervlakte van Sivergues bedraagt 9,8 km², de bevolkingsdichtheid is dus 4,9 inwoners per km².
De onderstaande kaart toont de ligging van Sivergues met de belangrijkste infrastructuur en aangrenzende gemeenten.

## Demografie
Onderstaande figuur toont het verloop van het inwonertal (bron: INSEE-tellingen).